# 小囊螺
小囊螺（学名：Retusa minima）为凹塔螺科凹塔螺屬的动物。

## 分佈
分布于日本以及中国大陆的沿海等地，属于温带性种类。其多栖息于潮间带至潮下带浅水区泥砂质底。